# 喜羊羊と灰太狼
『喜羊羊と灰太狼』（シーヤンヤンとホイタイラン）は、中華人民共和国広東省広州市にあるアニメーション企業の広東原創動力文化伝播有限会社により、2005年8月3日から中華人民共和国で放送されているテレビアニメである。2025年1月までは42期のアニメーション、3021話が制作した。

## 概要
初回シリーズ放送当時は、2005年8月3日に杭州電視台少児チャンネルにて放送開始したのがきっかけで、その当時はまだ全国ネットではなく、人気が出たのち全国展開されるようになった。
テレビシリーズ連載は、2009年で2期、530+60話に至り、現在再放送を繰り返して放送中だった。2011年から毎年2個の新テレビシリーズが登場するが、2018年と2021年を除く。
映画化もされ、中国で大人気のアニメであり、2010年にはディズニーと契約を結び国外へと進出することが決定された。中国国産アニメの成功モデルとして有名であり、中華人民共和国国家新聞出版広電総局から国産の優秀アニメーションの一つとして推薦されている。
2009年から2015年までの7年間は毎年春節期間に一つのアニメ映画シリーズが公開されている、主題はその年の生肖に関する。2012と2013年には二つの実写映画が公開。シリーズ全体での累計興行収入は9.4億人民元（約150億円）超えを記録している。2015年の劇場版の第7作の興収は人気低迷からただ6,781.5万人民元。
2016年9月にはディズニーと契約解除した。
人気低迷を打開するためか、2016年からとちょっと違った冒険物アニメシリーズ『嘻哈闖世界』（シハちんせかい）展開と子供向けアニメシリーズ『智趣羊学堂』（ちしゅひつじがくどう）をしている。2016年の『羊羊小偵探』（ヤンヤンしょうたんてい）からは新しい画風を使用した。
2017年には『喜羊羊与灰太狼』を題材とした青年向けアニメ作品『嫁人就嫁灰太狼』（嫁ぐのなら灰太狼）を配信した。
2019年のテレビアニメ『羊村守護者』と『跨時空救兵』は中国で大成功だった。
アニメ劇場版の第8作は2022年の春節期間に公開された。

## あらすじ
喜羊羊与灰太狼は、文字通り、羊と狼の話である。羊暦（物語内での架空の暦法）3010年、軟綿綿（ルェンミェンミェン）を首領した一つの羊群が狼群の襲撃を回避する為に、この作品の舞台である「青青草原」へ避難し、「羊村」と言う村を建立した。
3513年、羊群の首領は慢羊羊（マンヤンヤン）に受け継がれた。そんな中、狼族の灰太狼と紅太狼（ホンタイラン）が、羊を捕食すべく「青青草原」へとやって来た。
本作、基本は羊村に住む5匹の羊（話が進むと増える）と、それを狙う2匹の夫婦の狼（また話が進むと増える）の話である。5匹の羊は賢かったり、怠け者だったりと、各羊に個性がある。
一方2匹の夫婦の狼は、紅太狼が灰太狼に羊を捕まえるようねだり、灰太狼は羊村に行くが、おっちょこちょいなため失敗する。『奇幻天空島』までの続作も基本これからの展開した物語。
『羊村守護者』で灰太狼は羊を捕まえることをやめ、羊族と狼族は友達になる。その後の物語は彼らの冒険および共通の敵との戦いを中心に展開していくことになる。

## 登場人物

### 羊　族
喜羊羊（きようよう、シーヤンヤン）
声 - 祖晴
主人公。好奇心旺盛な羊の少年。首に鈴のついた青いリボンを巻いており、靴や服等、イメージカラーは青。
羊群の中でも特に逃げ足が速く、正義感が強く友達想いで、頭の回転が早くここぞと言う時には戦略を考えてしっかり活躍する。
毎回狼群の灰太狼を懲らしめるのは彼の役目である。
『羊村守護者』で灰太狼と友達になった。
懶羊羊（らんようよう、ランヤンヤン）
声 - 梁穎
喜羊羊の親友の少年。基本的に怠け者で、好きな事は食べる事と睡眠。よく学校で授業中に居眠りをしている。更に軟弱で、毎回の様に灰太狼に襲われては喜羊羊に助けられている。
そんな彼だが気がいい上に実は頭の回転が早く、いざと言う時に良案をひらめき喜羊羊を助ける事も。また異常な音痴(なめると声が特徴的になる、ある飴玉が原因)で、絶大な破壊力を持つ音波もまた武器になる。
美羊羊（びようよう、メイヤンヤン）
声 - 鄧玉婷
可憐な羊の美少女。淡いピンクの角に、ピンクのリボンをツインテール風に付けている。
容姿も性格も可愛いが、あまり強くないので狼群に狙われ易い。
マドンナ的存在で異性によくモテる。
沸羊羊（ふつようよう、フェイヤンヤン）
声 - 劉紅韻
ワイルドな羊の少年。他の羊達と異なり、毛は白いが肌は褐色。
腕力が強く少々ウザい位気迫みなぎるが、ゴキブリが苦手で肝心の時活躍できない事も。美羊羊をこよなく愛しているが、先述の理由もあり成就は絶望的。
しかし基本的には良いヤツで、クライマックスの時等、喜羊羊達と力を合わせて戦う。
暖羊羊（だんようよう、ヌァンヤンヤン）
声 - 鄧玉婷
大柄で、地味な顔立ちの羊の少女。気は優しくて力持ちを地で行っている感がある。
第55話で初登場した時、灰太狼を押し潰すも、かろうじて助かった彼に捕まってしまう。しかしその彼女がドジを踏んだ事が幸いし助かる。
慢羊羊（まんようよう、マンヤンヤン）
声 - 高全勝
羊村の現在の村長、発明家。丸眼鏡に白髯で博士風の風貌の持ち主。発明家としても優秀だが、時としてズッコケるのが玉にキズ。
実は若い頃、花羊羊と言う女性と恋仲だったが、ある事が原因で別れを余儀なくされる。後に彼女が重病を患っていた事が判明するが、これを灰太狼と紅太狼が悪用していたと知り、たった一人で二人を退治した事がある。
軟綿綿（なんめんめん、ルァンミェンミェン）
声 - 李団
羊群の先祖。一群を伴って青青草原に移り住み、初代首領となる。
天神（てんじん、ティェン シェン）
声 - 高全勝
羊族の族長。翼や光輪が着くけど神様ではなく普通の羊と差分はない。広い世外草原を守る。四十年一度の羊の運動会を主持する。
刀羊（とうよう、ダオヤン）
声 - 張琳
慢羊羊尊重の幼馴染で武術の達人。西域から来た。
百人力の武人で、数歩進んだだけで百匹の狼でさえ相手にならない程の強さを発揮した。
年老いた現在は昔の様なわけにはいかないが、ひとたび封印が解けると、ごく短い時間だけ若い頃と同等の力を復活させる事ができる。
花羊羊（かようよう、ホヮアヤンヤン）
声 - 祖晴→鄧玉婷→趙娜
慢羊羊の幼馴染、自分の時代に羊村の一番可愛い羊。劇場版の第6作にも提及された。
智羊羊（ちようよう、ジーヤンヤン）
声 - 張琳・劉紅韻（幼少期）
喜羊羊の父親、宇宙一の偉い科学者。月食の夜に月からの遭難信号を受信した。月を助けため、息子の喜羊羊を慢羊羊に託されて養育させる。月の上でキャンディ・キングダムを建造した。喜羊羊に「超能鈴𫟰」を残してくれた。劇場版の第3作に初めて登場した。
麗羊羊（れいようよう、リーヤンヤン）
声 - 梁穎
喜羊羊の母親、宇宙有名な歌い手。智羊羊とともに月を助けた。

### 狼　族
灰太狼（はいたろう、ホイタイラン）
声 - 張琳・劉紅韻（幼少期）
「青青草原」に住んでいる狼の王。羊達を捕まえて、羊肉の鍋料理にしようと計画するが、毎回喜羊羊達によって計画を阻止され、ズタボロにされてしまう。
ラスト近くで「必ず戻ってくるからな！」と叫びながら逃げ去るのがお約束。更に家には怒らせると怖い妻の紅太狼がおり、毎回お仕置きされている。
『羊村守護者』で喜羊羊と友達になった。
紅太狼（こうたろう、ホンタイラン）
声 - 趙娜
灰太狼の妻で、森にある家で灰太狼や小灰灰と暮らしている。羊を獲りそびれたと知るとブチ切れ、フライパンで灰太狼を叩く。
小灰灰（しょうはいはい、シァオホイホイ）
声 - 梁穎
灰太狼と紅太狼の息子。羊を友達と思っており、ある意味希望の星と言える。
両親は小灰灰に嫌われないために羊を捕まえることを隠そうとすることがある。
懶羊羊との関係は一番いい。劇場版の第2、5作は二人の友情に焦点を当てる。
蕉太狼（しょうたろう、ジャオタイラン）
声 - 劉紅韻
灰太狼の甥、バナナが好きな狼。暖羊羊の親友。
夜太狼（やたろう、イエタイラン）
声 - 祖晴
灰太狼の従兄。
香太狼（こうたろう、シァンタイラン）
声 - 鄧玉婷
紅太狼の従妹、夜太狼の妻。
小香香（しょうこうこう、シァオシァンシァン）
声 - 鄧玉婷→祖晴
夜太狼と香太狼の娘。『給快楽加油』の「小灰灰上学記」（入学した小灰灰）シリーズで初めて登場した。悪戯っ子の狼の少女。狼と羊は友達になれないを思うけど、羊の友達欲しい従兄の小灰灰とは親友。
黒太狼（こくたろう、ヘイタイラン）
声 - 張琳→李団
灰太狼の父。息子とよく似ている。
武大狼（ぶだいろう、ウーダーラン）
声 - 高全勝
狼群の先祖。初代首領となる。灰太狼の遠祖父。名前の由来は施耐庵の『水滸伝』の中の武大。

### その他
包包大人（ほうほうたいじん、バオバオダーレン）
声 - 高全勝
青青草原原長、包拯を原型とした象。青青草原の法律に触れた動物を「空中刑務所」に送る。
泰哥（たいか、タイゴォ）
声 - 高全勝
青青草原の住民、フィットネスが好きな虎。「泰哥」は英語の「tiger」の中国語音訳。
瀟灑哥（しょうしゃか、シァオサーゴォ）
声 - 祖晴
黒大帥（こくだいすい、ヘイダーシュァイ）
声 - 高全勝
扁嘴倫（へんしりん、ビェンズイルン）
声 - 高全勝
青青草原の住民、有名歌手。
変形兔（へんけいと、ビェンシントゥ）
声 - 厳彦子→劉紅韻
青青草原の住民、「空中刑務所」のキーパーの兔。

## TVアニメ

### アニメ本編
第1期『喜羊羊与灰太狼』（シーヤンヤンとホイタイラン）は2005年から2009年までの作品は14部構成になっている。最初は杭州電視台少児チャンネルで放送開始し、後は浙江衛星テレビに変更した。全530話。
放送時間は1作品各15分。
第01章：2005年08月放送／第001話 - 第040話
第02章：2005年09月放送／第041話 - 第060話
第03章：2005年10月放送／第061話 - 第080話
第04章：2006年01月放送／第081話 - 第120話
第05章：2006年02月放送／第121話 - 第140話
第06章：2006年03月放送／第141話 - 第160話
第07章：2006年08月放送／第161話 - 第220話
第08章：2006年10月放送／第221話 - 第260話
第09章：2007年01月放送／第261話 - 第320話（281話で古古怪界大作戦シリーズ開始）
第10章：2007年04月放送／第321話 - 第340話（340話で古古怪界大作戦シリーズ完結）
第11章：2007年07月放送／第341話 - 第400話
第12章：2007年10月放送／第401話 - 第480話
第13章：2007年10月放送／第481話 - 第510話
第14章：2009年01月放送／第511話 - 第530話（525話 - 530話は神秘大三角）
第2期『喜羊羊与灰太狼之羊羊運動会』（シーヤンヤンとホイタイラン ヤンャンうんどうかい）は、2008年10月23日 中国中央電視台少児チャンネル(CCTV-14)で放送開始。全60話。
第3期『喜羊羊与灰太狼之羊羊快楽的一年』（シーヤンヤンとホイタイラン ヤンャンかいらくてきいちねん）は、2010年5月1日浙江衛星で放送開始。全100話。
第4期『喜羊羊与灰太狼之奇思妙想喜羊羊』（シーヤンヤンとホイタイラン きしみょうそうシーヤンヤン）は、2011年7月1日から4日まで浙江衛星で放送した。全60話。
第5期『喜羊羊与灰太狼之給快楽加油』（シーヤンヤンとホイタイラン きゅうかいらくかゆ）は、前半（1-60話）2011年10月15日浙江衛星で放送開始、后半（61-100話）2011年12月3日浙江衛星で放送開始。全100話。
第6期『喜羊羊与灰太狼之競技大連盟』（シーヤンヤンとホイタイラン きょうぎだいれんめい）は、2012年6月30日から7月3日まで浙江衛星で放送された。全60話。
第7期『喜羊羊与灰太狼之開心日記』（シーヤンヤンとホイタイラン かいしんにっき）は、2012年12月8日から30日まで浙江衛星で放送された。全60話。
第8期『喜羊羊与灰太狼之開心方程式』（シーヤンヤンとホイタイラン かいしんほうていしき）は、2013年7月26日から8月1日まで中国中央電視台総合チャンネル(CCTV-1)で放送した。全60話。
第9期『喜羊羊与灰太狼之懶羊羊当大厨』（シーヤンヤンとホイタイラン ランヤンヤンとうだいちゅう）は、2013年12月20日から31日までCCTV-1で放送された。全52話。第16話は初回放送でスキップされ、2014年1月10日の再放送時に追加されたのみ。
第10期『喜羊羊与灰太狼之羊羊小心願』（シーヤンヤンとホイタイラン ヤンヤンしょうしんがん）は、2014年7月30日から8月12日まで湖南電視台アニワールド衛星テレビで放送した。全60話。
第11期『喜羊羊与灰太狼之衣橱大冒険』（シーヤンヤンとホイタイラン いちゅうだいぼうけん）は、2014年9月4日アニワールドで放送開始。全60話。
第12期『喜羊羊与灰太狼之媽媽楽瘋狂』（シーヤンヤンとホイタイラン ママらくふうきょう）は、2015年2月12日から24日までアニワールドで放送された。全60話。
第13期『喜羊羊与灰太狼之原始世界歴険記』（シーヤンヤンとホイタイラン げんしせかいれきけんき）は、2015年8月17日から31日までアニワールドで放送したが、遅れネットの北京電視台カークー少児衛星テレビ29日既に放送を終了した。全60話。
第14期『喜羊羊与灰太狼之嘻哈闖世界』（シーヤンヤンとホイタイラン きこうちんせかい）は、2016年1月15日から28日までアニワールドで放送された。全60話。
第15期『喜羊羊与灰太狼之羊羊小偵探』（シーヤンヤンとホイタイラン ヤンヤンしょうていたん）は、2016年7月9日から17日までCCTV-14で放送された。全60話。
第16期『喜羊羊与灰太狼之深海歴険記』（シーヤンヤンとホイタイラン しんかいれきけんき）は、2017年1月9日から23日までアニワールドで放送された。全60話。
第17期『喜羊羊与灰太狼之発明大作戦』（シーヤンヤンとホイタイラン はつめいだいさくせん）は、2017年7月12日から25日までアニワールドで放送された。全60話。
第18期『喜羊羊与灰太狼之奇幻天空島』（シーヤンヤンとホイタイラン きげんてんくうとう）は、2018年1月27日から2月7日までアニワールドで放送された。全60話。
第19期『喜羊羊与灰太狼之羊村守護者』（シーヤンヤンとホイタイラン ようそんしゅごしゃ）は、2019年1月18日から26日までアニワールドで放送された。全60話。
第20期『喜羊羊与灰太狼之跨時空救兵』（シーヤンヤンとホイタイラン こじくうきゅうへい）は、2019年7月12日から21日までアニワールド及び複数の中国動画サイトで放送や配信した。全60話。
第21期『喜羊羊与灰太狼之奇趣外星客』（シーヤンヤンとホイタイラン きしゅがいせいきゃく）は、2020年1月10日から19日までアニワールド及び複数の中国動画サイトで放送や配信した。全60話。
第22期『喜羊羊与灰太狼之異国大営救』（シーヤンヤンとホイタイラン いこくだいえいきゅう）は、2020年7月17日から26日までアニワールド及び複数の中国動画サイトで放送や配信した。全60話。
第23期『喜羊羊与灰太狼之筐出勝利』（シーヤンヤンとホイタイラン きょうしゅつしょうり）は、2021年1月22日から2月5日までアニワールド及び複数の中国動画サイトで放送や配信した。全60話。
第24期『喜羊羊与灰太狼之決戦次時代』（シーヤンヤンとホイタイラン けっせんじじだい）は、2021年7月9日から23日までアニワールド及びYoukuとMango TVで放送や配信した。全60話。
第25期『喜羊羊与灰太狼之奇妙大営救』（シーヤンヤンとホイタイラン きみょうだいえいきゅう）は、2022年7月15日から29日までアニワールド及び複数の中国動画サイトで放送や配信した。全60話。
第26期『喜羊羊与灰太狼之勇闖四季城』（シーヤンヤンとホイタイラン ゆうちんしきじょう）は、2023年1月6日から20日までアニワールド及び複数の中国動画サイトで放送や配信した。全60話。
第27期『喜羊羊与灰太狼之遨游神秘洋』（シーヤンヤンとホイタイラン ごうゆうしんぴよう）は、2023年7月6日から20日までアニワールド及び複数の中国動画サイトで放送や配信した。全60話。
第28期『喜羊羊与灰太狼之心世界奇遇』（シーヤンヤンとホイタイラン しんせかいきぐう）は、2024年1月19日から2月2日までアニワールド及びiQIYI・テンセントビデオ・Youkuで放送や配信した。全60話。
第29期『喜羊羊与灰太狼之瘋狂超能営』（シーヤンヤンとホイタイラン ふうきょうちょうのうえい）は、2024年7月5日から19日までアニワールド及びiQIYI・テンセントビデオ・Youkuで放送や配信した。全60話。
第30期『喜羊羊与灰太狼之奇侠大営救』（シーヤンヤンとホイタイラン ききょうだいえいきゅう）は、2025年1月10日から24日までアニワールド及びiQIYI・テンセントビデオ・Youkuで放送や配信した。全60話。

### スピンオフアニメ
第1期『喜羊羊与灰太狼之喜羊羊遊世博』（シーヤンヤンとホイタイラン シーヤンヤンゆうせいはく）は、2010年8月1日百視通IPTVで一挙配信した。全20話。
第2期『喜羊羊与灰太狼之洋洋得意喜羊羊』（シーヤンヤンとホイタイラン ようようとくいシーヤンヤン）は、2015年7月15日複数の中国動画サイトで配信開始。全365話。
第3期『智趣羊学堂 動植物編』（ちしゅようがくどう どうしょくぶつへん）は、2016年7月13日から16日まで複数の中国動画サイトで配信した。全26話。
第4期『智趣羊学堂 運動編』（ちしゅようがくどう うんどうへん）は、2016年8月22日から27日まで複数の中国動画サイトで配信した。全26話。
第5期『喜羊羊与灰太狼之漫鏡頭』（シーヤンヤンとホイタイラン まんきょうとう）は、2016年11月24日に複数の中国動画サイトで一挙配信した。全60話。
第6期『嫁人就嫁灰太狼』（とつぐならホイタイラン）は、2017年2月14日から21日まで複数の中国動画サイトで1-24話配信した。2020年5月14日には25-26話追加配信された。
第7期『智趣羊学堂之地球嘉年華』（ちしゅようがくどう ちきゅうカーニバル）は、2017年7月17日から29日までYoukuで配信した。全26話。
第8期『智趣羊学堂之羊羊遊世界』（ちしゅようがくどう ヤンヤンゆうせかい）は、2017年12月1日から13日までYoukuで配信した。全26話。
第9期『智趣羊学堂之奇幻成語書』（ちしゅようがくどう きげんせいごしょ）は、2018年2月15日から21日までYoukuで配信した。全26話。
第10期『智趣羊学堂之羊羊来尋宝』（ちしゅようがくどう ヤンヤンらいじんほう）は、2018年2月22日から28日までYoukuで配信した。全26話。
第11期『喜羊羊与灰太狼之羊羊趣冒険』（シーヤンヤンとホイタイラン ヤンヤンしゅぼうけん）は、2020年8月1日から7日までアニワールド及び複数の中国動画サイトで放送や配信した。全26話。
第12期『喜羊羊与灰太狼之羊羊趣冒険2』（シーヤンヤンとホイタイラン ヤンヤンしゅぼうけん ツー）は、2021年11月26日から12月2日までアニワールド及び複数の中国動画サイトで放送や配信した。全26話。

## 主題歌・挿入歌
オープニングテーマ
本編第1、2、7、8期、スピンオフ第5期
「別看我衹是一隻羊」
作詞・作曲・歌 - 古倩敏
本編第3期
「別看我衹是一隻羊」
作詞・作曲 - 古倩敏 / 歌 - 楊沛宜
本編第4期
「奇思妙想喜羊羊」
作詞 - 林暁珂 /作曲 - 韋啓良 / 歌 - 喜羊羊童星合唱団
本編第5期
「給快楽加油」
作詞 - 盧永強 /作曲 - 韋啓良 / 歌 - 喜羊羊童声合唱団
本編第6期
「快楽競技場」
作詞 - 盧永強 /作曲 - 韋啓良 / 歌 - 崔子格
本編第9期
「懶羊羊当大厨」
作詞・作曲・歌 - 李紫昕
本編第10期
「羊羊小心願」
作詞・作曲・歌 - 李紫昕
本編第11期
「百変小裁縫」
作詞・作曲・歌 - 李紫昕
本編第12期
「媽媽楽瘋狂」
作詞・作曲・歌 - 李紫昕
本編第13期
「知己」
作詞・作曲・歌 - 李紫昕
本編第14期
「嘻哈闖世界」
作詞・作曲・歌 - 李紫昕
本編第15期
「羊羊小偵探」
作詞・作曲 - 李吉吉 / 歌 - 李吉吉・湊詩
スピンオフ智趣羊学堂シリーズ
「智趣羊学堂」
作詞・作曲・歌 - 李紫昕
本編第16期
「藍色漫遊」
作詞・作曲 - Ace Station 李吉吉 / 歌 - 化学
スピンオフ第6期
「嫁人就嫁灰太狼」
作詞・作曲・歌 - 李紫昕
本編第17期
「発明大作戦」
作詞・作曲 - 古洪熙 / 歌 - 黄菁
本編第18期
「嘻哈闖雲端」
作詞 - 那育林 / 作曲 - 王楨 / 歌 - 湊詩
本編第19期
「勇敢向前」
作詞・作曲 - 潘暁聡 / 歌 - 謝琳
本編第20期
「勝利的終點」
作詞・作曲 - 蔡一其 / 歌 - 劉付新鴻
本編第21期
「守護之光」
作詞 - 繆海標 / 作曲 - 魏遵広 / 歌 - 魏遵広・謝琳
本編第22期
「就在身辺」
作詞 - 繆海標 / 作曲 - 魏遵広 / 歌 - 彭真顕
スピンオフ第11期
「羊羊行動隊」
作詞・作曲 - 那育林 / 歌 - 陳浩東
本編第23期
「希望之籃」
作詞 - 劉付婷 / 作曲 - 繆海標 / 歌 - 壱其
本編第24期
「創造未来」
作詞 - 缪海標・劉峰・耿漪淼・梁子凱 / 作曲 - 壱其 / 歌 - 謝琳
本編第25期
「約定」
作詞 - 繆海標・梁子凱・耿漪淼・劉沢敏 / 作曲 - 陳啓彤 / 歌 - 謝琳
本編第26期
「勇者之路」
作詞 - 繆海標・劉付婷 / 作曲 - 繆海標・陳啓彤 / 編曲 - 陳啓彤 / 歌 - 蔡文灝
本編第27期
「航向未来」
作詞 - 莫海彤・李汶鈿 / 作曲 - 李汶鈿・莫海彤 / 歌 - 李汶鈿・莫海彤
本編第28期
「心的旅程」
作詞 - 余志文 / 作曲・編曲 - 李斌 / 歌 - 莫麗妃・羅智恒
本編第29期
「造夢奇楽園」
作詞 - 張琦欣 / 作曲・編曲・歌 - 任柯
本編第30期
「少年遊」
作詞 - 劉維 / 作曲・編曲 - 馬云崧 / 歌 - 高錦鵬
エンディングテーマ
本編第1-2、7-8、14-17、19、21-28期、スピンオフ第3-5、7-10期
「別看我衹是一隻羊」
作詞・作曲・歌 - 古倩敏
本編第3期
「大家一起喜羊羊」
作詞 - 盧永強 / 作曲 - 劉諾琪 / 歌 - 周筆暢
本編第4期
「奇思妙想喜羊羊」
作詞 - 林暁珂 /作曲 - 韋啓良 / 歌 - 喜羊羊童星合唱団
本編第5期
「給快楽加油」
作詞 - 盧永強 /作曲 - 韋啓良 / 歌 - 喜羊羊童声合唱団
本編第6期
「快楽競技場」
作詞 - 盧永強 /作曲 - 韋啓良 / 歌 - 崔子格
本編第9期
「懶羊羊当大厨」
作詞・作曲・歌 - 李紫昕
本編第10期
「羊羊小心願」
作詞・作曲・歌 - 李紫昕
本編第11期
「百変小裁縫」
作詞・作曲・歌 - 李紫昕
本編第12期
「媽媽楽瘋狂」
作詞・作曲・歌 - 李紫昕
本編第13期
「知己」
作詞・作曲・歌 - 李紫昕
スピンオフ第6期
「嫁人就嫁灰太狼」
作詞・作曲・歌 - 李紫昕
本編第18、20期
「嘻哈闖世界」
作詞・作曲・歌 - 李紫昕
挿入歌（本編）
「星光下的夢想」（第4期第54話）
作詞・作曲 - 李紫昕 / 歌 - 郭易
「星光下的夢想」（第5期第85話）
作詞・作曲 - 李紫昕 / 歌 - 花羊羊（CV.祖晴）
「遠古氷川楽園」（第18期第30話）
作詞・作曲・歌 - 李紫昕
「白天与黒夜」（第18期第37話）
作詞・作曲 - 李紫昕
「勝利的終點」（第20期第60話）
作詞・作曲 - 蔡一其 / 歌 - 劉付新鴻
「希望之籃」（第23期第60話）
作詞 - 劉付婷 / 作曲 - 繆海標 / 歌 - 壱其
「知己」（第24期第7話）
作詞・作曲 - 李紫昕 / 歌 - 暖羊羊（CV.鄧玉婷）
「星光下的夢想」（第24期第22話）
作詞・作曲 - 李紫昕 / 歌 - 歩雷（CV.劉紅韻）
「星光下的夢想」（第24期第23・55話）
作詞・作曲 - 李紫昕 / 歌 - 郭易
「星光下的夢想」（第24期第24話）
作詞・作曲 - 李紫昕 / 歌 - 小馨（CV.劉紅韻）&暖羊羊（CV.鄧玉婷）／歩雷（CV.劉紅韻）
「創造未来」（第24期第60話・第29期第57話）
作詞 - 缪海標・劉峰・耿漪淼・梁子凱 / 作曲 - 壱其 / 歌 - 謝琳
「航向未来」（第27期第6・31・60話）
作詞 - 莫海彤・李汶鈿 / 作曲 - 李汶鈿・莫海彤 / 歌 - 李汶鈿・莫海彤
「星芒」（第27期第35・59・60話）
作詞 - 莫海彤・李汶鈿 / 作曲 - 李汶鈿・莫海彤 / 歌 - 許芯萌
「造夢奇楽園」（第29期第44話）
作詞 - 張琦欣 / 作曲・編曲・歌 - 任柯

## 劇場版
| 通番    | 題名 | 公開日                                                                                 | 監督           | 主題歌・挿入歌 | 興行収入 （中国本土） |
| ------- | --- | -------------------------------------------------------------------------------------- | -------------- | --- | --------------------- |
| アニメ1 | 喜羊羊与灰太狼之牛気衝天 （シーヤンヤンとホイタイラン ぎゅうきしょうてん）                                          | 2009年1月16日（本土） 2009年8月27日（香港）                                            | 趙崇邦         | 古倩敏 - 別看我衹是一隻羊（普通話版） 阿牛 - Happy牛Year你最牛（普通話版） J.O.Y. - 擁抱春天（普通話・広東語版） | 7,907万人民元         |
| アニメ2 | 喜羊羊与灰太狼之虎虎生威 （シーヤンヤンとホイタイラン ここせいい）                                                  | 2010年1月29日（本土） 2010年2月13日（香港） 2010年7月23日（台湾）                      | 趙崇邦         | 周筆暢 - 大家一起喜羊羊（普通話・広東語版） 楊沛宜 - 左手右手（普通話版） 鄭中基 - 我愛平底鍋（普通話版） | 1億2,438万人民元      |
| アニメ3 | 喜羊羊与灰太狼之兎年頂呱呱 （シーヤンヤンとホイタイラン とねんていここ）                                            | 2011年1月21日（本土） 2011年4月1日（台湾） 2011年4月21日（香港・マカオ）               | 鍾志恒         | 郭易 - 羊羊頂呱呱（普通話版） 李紫昕 - 羊羊頂呱呱（広東語版） 郭易 - 星光下的夢想（普通話版） 李紫昕 -星光下的夢想（広東語版） 頼偉鋒 - 拆拆拆（普通話・広東語版） 崔琰 - 紅太狼狂想曲（普通話版） 崔琰 - 無敵平底鍋（普通話版） J.O.Y. - 無敵平底鍋（広東語版） | 1億3,925万人民元      |
| アニメ4 | 喜羊羊与灰太狼之開心闖龍年 （シーヤンヤンとホイタイラン かいしんちんりゅうねん）                                    | 2012年1月12日（本土） 2012年1月20日（台湾） 2012年4月5日（香港） 2020年7月16日（韓国） | 簡耀宗         | 欧漢声 - 我們有武功（普通話版） 頼偉鋒 - 心中的太陽（広東語版） 李紫昕 - 沸騰的心（普通話・広東語版） 崔琰 - 小時候（普通話版） 李思琳 - 感恩（広東語版） | 1億6,761.9万人民元    |
| 実写1   | 喜羊羊与灰太狼之我愛灰太狼 （シーヤンヤンとホイタイラン があいホイタイラン）                                        | 2012年8月10日（本土） 2013年4月4日（香港）                                             | 朱楓           | 鬼月 - 我愛你，灰太狼（普通話版） | 7,535万人民元         |
| アニメ5 | 喜羊羊与灰太狼之喜気羊羊過蛇年 （シーヤンヤンとホイタイラン しきヤンヤンかだねん）                                  | 2013年1月24日（本土） 2013年2月9日（香港） 2020年7月30日（韓国）                       | 簡耀宗         | 徐子珊 - 開心的戦闘（普通話版） 頼偉鋒 - 戦闘号角（広東語版） 李紫昕 - 我要高飛（普通話・広東語版） 胡彦斌 - 保衛地球（普通話版） 李逸朗 - 得天独厚（広東語版） 祖晴・张琳 - 山歌対唱（普通話版） 曽佩儀・羅偉傑 -山歌対唱（広東語版）                           | 1億2,493.7万人民元    |
| 実写2   | 喜羊羊与灰太狼之我愛灰太狼2 （シーヤンヤンとホイタイラン があいホイタイラン ツー）                                  | 2013年8月1日（本土）                                                                   | 葉凱           | 趙英俊 - 我一定会回来的（普通話版） | 7,549万人民元         |
| アニメ6 | 喜羊羊与灰太狼之飛馬奇遇記 （シーヤンヤンとホイタイラン ひばきぐうき）                                              | 2014年1月16日（本土） 2014年1月30日（香港）                                            | 簡耀宗         | 頼偉鋒 - 和夢想飛翔（普通話版） 頼偉鋒 - 共創伝奇（広東語版） 李紫昕 - 風中的相遇（普通話・広東語版） 崔子格 - 擁有未来（普通話版） 黄山怡 - 知音伴你行（広東語版）                                                                                              | 8,624万人民元         |
| アニメ7 | 喜羊羊与灰太狼之羊年喜羊羊 （シーヤンヤンとホイタイラン ようねんシーヤンヤン）                                      | 2015年1月31日（本土） 2015年2月19日（香港） 2019年2月27日（韓国）                      | 黄偉明         | 李紫昕 - 知己（普通話・広東語版） 楊文昌 - 別看我衹是一隻羊（普通話版） 何凌霜 - 別看我衹是一隻羊（広東語版) 馬浚偉 - 狼族崛起（普通話版） 馬浚偉 - 狼族新世界（広東語版) 頼偉鋒 - 善良的力量（普通話・広東語版) 崔子格 - 衹要有夢想（普通話版)                  | 6,781.5万人民元       |
| アニメ8 | 喜羊羊与灰太狼之筐出未来 （シーヤンヤンとホイタイラン きょうしゅつみらい） （邦題：喜羊羊と灰太狼 DUNK FOR FUTURE） | 2022年2月1日（本土）                                                                   | 黄偉明         | 周筆暢 - 別看我衹是一隻羊2022 羅瑋洛 - 就是冠軍 魯士郎 - 逆風生長 魯士郎 - 灌籃青春 | 1億6,051.33万人民元   |
| アニメ9 | 喜羊羊与灰太狼之守護 （シーヤンヤンとホイタイラン しゅご）                                                          | 2024年7月19日（本土）                                                                  | 黄俊銘・陳力進 | 徐新思 - 探索楽章 莫海彤 - 最後一撃 莫海彤 - 約定 | 9,123.67万人民元      |